# Андреев, Павел Петрович
Па́вел Петро́вич Андре́ев (14 июля 1843 — 18 (5) октября 1911) — русский адмирал, участник Русско-турецкой войны 1877—1878, командир практической эскадры Черноморского флота

## Образование
27 марта 1861 года произведен в гардемарины. В 1861-1864 годах на корветах «Новик», «Калевала», «Богатырь», клиперах «Гайдамак» и «Абрек» находился в плавании в Тихом и Атлантическом океане. Окончил Морской кадетский корпус с производством 18 ноября 1863 года в мичманы.

## Биография
В 1865-1866 годах служил на мониторе «Колдун» и шхуне «Компас» в Балтийском море. В 1865 году награждён орденом Св. Станислава III степени. 1 янв. 1867 года произведен в лейтенанты. В том же году находился у проводки из С.-Петербурга в Кронштадт фрегата «Князь Пожарский».
В 1869-1872 годах на клипере «Гайдамак» совершил кругосветное плавание. В 1872 году награждён орденом Св. Анны III степени. 17 мая 1873 года назначен старшим офицером яхты «Царевна». С 19 мая 1873 года наблюдал за постройкой яхты в Англии. В кампанию 1874 года служил на пароходофрегате «Рюрик». В 1875 году пожалован орденом Короны Италии офицерского креста. 1 января 1876 года произведен в капитан-лейтенанты. 14 февраля 1877 года назначен командующим яхтой «Царевна».
Во время русско-турецкой войны служил на пароходе «Веста» под командованием капитана 2-го ранга Н. Баранова и за отличие при захвате турецкого парохода «Мерсина» награждён орденом Св. Владимира IV степени с мечами и бантом и пожалованием 24 февраля 1879 года надписи «За 18 камп.».
3 апр. 1878 года утвержден в должности командира яхты «Царевна». В том же году награждён орденом Св. Станислава II степени и св.-бронзовой медалью «В память русско-турецкой войны 1877-1878». В 1878-1882 годах командовал яхтой «Царевна». В 1879 году пожалован шведским орденом Меча командорского креста II класса и датским орденом Данеброг командорского креста II класса. В 1881 году награждён орденом Св. Анны II степени. В 1882 году пожалован прусским орденом Короны II класса.
2 декабря 1883 году уволен для службы на коммерческих судах. 26 февраля 1885 года произведен в капитаны 2-го ранга. 1 января 1887 года произведен в капитаны 1-го ранга. 28 марта 1887 года зачислен на действительную службу.
1 января 1888 года назначен командиром императорской яхты «Держава» с переводом в Гвардейский экипаж. В 1889 году пожалован мекленбуг-шверинским орденом Грифона командорского креста и датским орденом Данеброг II класса со звездой. В 1890 году награждён орденом Св. Владимира III степени. В апреле-августе 1891 года временно исполнял обязанности флаг-капитана Его Императорского Величества и «за отличное исполнение обязанностей флаг-капитана» удостоился Высочайшей благодарности. В том же году пожалован французским орденом Почётного легиона офицерского креста.
30 августа 1893 года произведен в контр-адмиралы с назначением младшим флагманом Балтийского флота.
3 июля 1893 г. эскадренный броненосец «Гангут» впервые вышел на ходовые испытания, но уже через 19 дней вернулся в гавань для устранения неисправностей. 30 сентября состоялся шестичасовой пробег на полном ходу: при давлении пара в котлах 7,7-7,8 атм машины развили суммарную индикаторную мощность 5282,5 л. с., средняя скорость составила 13,78 уз; наблюдалась сильная вибрация верхней части цилиндров. Так как контрактной мощности и скорости достигнуть не удалось, МТК признал испытания неудовлетворительными и постановил повторить их в следующем году. Специально созданная комиссия под председательством контр-адмирала П. П. Андреева сделала заключение о том, что кроме уже указывавшихся причин на замедлении работ сказалось отсутствие единых правил и графика, регламентирующих порядок заказов различных предметов корабельного снабжения на определенных стадиях.
28 февраля 1894 года назначен начальником штаба Кронштадтского порта. В 1895 году награждён орденом Св. Станислава I степени. 5 февраля 1896 года назначен младшим флагманом практической эскадры Балтийского моря. 20 июля 1896 года назначен командующим отрядом судов Средиземного моря.

На палубе «Наварина». Последнее фото перед уходом в дальнее плавание. В центре (сидит четвёртый слева) контр-адмирал Андреев П. П., 1894 год

11 июля 1896 года отряд под флагом контр-адмирала П. П. Андреева, назначенного начальником эскадры Средиземного моря, покинул Кронштадт. П. П. Андреев держал свой флаг на «Наварине» (командир капитан 1 ранга П. А. Безобразов), вместе с которым уходили «Император Александр II» (командир капитан 1 ранга К.Никонов), минный крейсер «Посадник» (командир капитан 2 ранга Р. Н. Вирен) и два миноносца — № 119 (командир лейтенант А. Лебедев) и № 120 (командир лейтенант В.Нащинский). После полуторамесячного перехода, посетив Киль, Христианзанд, Портленд, Кадис и Алжир, корабли отряда 19 сентября 1896 года бросили якорь на рейде Пирея.

В начале 1897 года на острове Крит произошел открытый конфликт греческой и турецкой общин, который привел к многочисленным человеческим жертвам. В конфликт вмешались правительства Греции и Турции, стала реальной угроза войны. Поэтому Великобритания, Франция, Россия, Италия и Германия договорились о сборе международной эскадры для блокады Крита и о создании совета адмиралов.
- в 1896—1898 годах — во время греко-турецкой войны — командование Средиземноморской эскадрой от контр-адмирала С. О. Макарова (1894—1895) принял контр-адмирал П. П. Андреев. Соединёнными морскими силами и их десантами командовал, как старший по чину, начальник итальянской эскадры вице-адмирал граф Н. Каневаро. Он же — председатель вновь созданного «совета адмиралов», в который вошли также контр-адмиралы: французский — Потье, австрийский — фон Гинке, британский — сэр Роберт Гаррисон, а также германский капитан 1-го ранга Кельнер. Входил в совет и русский контр-адмирал П. П. Андреев, возглавивший русскую эскадру, состоящую из лучших балтийских броненосцев «Император Николай I», «Император Александр II», «Наварин», «Сисой Великий», а также канонерских лодок «Грозящий», «Запорожец», «Черноморец» и другие[5]. Решением этого же совета «Наварин» был направлен на рейд Ретимно[6], где нёс дозорную службу совместно с английским крейсером «Scouth». Днем оба корабля находились на якоре, а ночью ходили вдоль линии дозора от западной части мыса Майка до мыса Диако, блокируя побережье Крита для доставки оружия из Греции и Турции. Трудность ночного патрулирования усугублялась постоянной готовностью отразить атаку греческих миноносцев, неоднократно провоцировавших дозорные корабли[7].

В 1897 году награждён орденом Св. Анны I степени, черногорским орденом князя Даниила I класса и темно-бронзовой медалью «За труды по первой всеобщей переписи населения Империи 1897 г.».
- 14 декабря 1897 года Морское министерство получило тревожные известия о мобилизации японского флота, а через пять дней — о сосредоточении английских кораблей в дальневосточных водах.

Группа офицеров международных сил и персонал русского консульства в Ретимно, 1897 год. В среднем ряду (сидит пятый слева) контр-адмирал Скрыдлов Н. И., третий справа — контр-адмирал Андреев П. П.

 22 декабря начальник эскадры Средиземного моря контр-адмирал П. П. Андреев получил предписание направить броненосцы «Сисой Великий» и «Наварин» в Тихий океан. «Сисой Великий» вышел в поход перед Новым годом, «Наварин» последовал за ним уже в первых числах января 1898 года.
Переход броненосцев на Дальний Восток в условиях сложной международной обстановки прошел весьма успешно, чему способствовало отличное дипломатическое и разведывательное обеспечение. 16 марта 1898 года оба корабля прибыли в Порт-Артур.
Большую часть похода с гафеля броненосца не спускался флаг командующего Средиземноморской эскадры. Впервые он взвился на нем еще в Кронштадте. В полночь 13 июня 1896 г. со стоявшего рядом броненосца «Наварин» на «Александр II» прибыл контр-адмирал Павел Петрович Андреев, назначенный командовать идущими в Средиземное море кораблями. Лишь дважды во время своего 19-месячного пребывания в этой должности он покидал броненосец. В течение трех дней, с 5 по 8 апреля 1897 г., он держал свой флаг на «Наварине» и второй раз в продолжение месяца, с 24 мая по 24 июня того же года, на канлодке «Грозящий».

21 февраля 1898 г. П. П. Андреев, передав командование контр-адмиралу Николаю Илларионовичу Скрыдлову, на одном из пароходов уехал в Россию. 
15 марта 1899 года произведен в вице-адмиралы с назначением старшим флагманом Черноморского флота. В 1900 году пожалован турецким орденом Меджидие I класса и французским орденом Почётного легиона большого офицерского креста. 1 января 1901 года назначен старшим флагманом 1-й флотской дивизии дивизии. 6 декабря 1901 года награждён орденом Св. Владимира II степени. 9 февраля 1904 года назначен старшим флагманом Балтийского флота. 6 декабря 1904 года награждён орденом Белого Орла. Произведен в 1907 году в адмиралы с увольнением в отставку.
- в 1907 году отставной адмирал Павел Андреев получил от Эмеритальной кассы[8] 2206 рублей 20 копеек. К тому времени в офицерских чинах он уже пребывал 44 года.

Холост.
- Член Строительного Комитета Морского Собора в Кронштадте.